# Гладкове
Гладко́ве — село в Україні, у Лозно-Олександрівській селищній громаді Сватівського району Луганської області. Орган місцевого самоврядування — Солідарненська сільська рада. Площа села становить 143 га.

## Історія
Під час Голодомору 1932—1933 років за архівними даними в селі загинуло 126 осіб.

## Населення
Населення становить 170 осіб, 89 дворів.

## Вулиці
У селі існують вулиці: Заливна, Лугова, Миру, Молодіжна, 60-річчя Молодої гвардії.

## Економіка
На розпайованих землях утворене СТОВ Калинівське, що вирощує зернові та технічні культури. Зайнято близько 30 працюючих. Фермерські господарства «Донбасагро» Малика Олега Сергійовича і «Простор» Світличного Юрія Миколайовича.

## Транспорт
Село розташоване за 56 км від районного центру і за 2 км від найближчої залізничної станції Осикове на лінії Валуйки — Кіндрашівська-Нова.

## Відомі особистості
У селі народився український скульптор Невеселий Микола Васильович.